# Acrocrypta octopunctata
Acrocrypta octopunctata es un coleóptero de la familia Chrysomelidae.
Fue descrita científicamente por primera vez en 2001 por Doeberl.